# まごころ (超新星の曲)
「まごころ」は、超新星の5枚目のシングルである。2010年5月12日発売。

## 概要
- 2010年2枚目のシングルで、3日間連続リリースの1枚目となる作品。

## 仕様
- 初回盤A
  - CD+DVD（ビデオクリップ）＋握手会引換券A
- 初回盤B
  - CD＋ボストカード＋握手会引換券B
- 通常盤
  - CD＋握手会引換券C

## 収録曲
1. まごころ
NTV「小熊のベア部屋」エンディング・テーマ
東宝映像事業部配給映画「君にラヴソングを」主題歌
2. 逢いたいと言えたら…